# Estrées-Saint-Denis
Estrées-Saint-Denis is een gemeente in het Franse departement Oise in de regio Hauts-de-France. De plaats maakt deel uit van het arrondissement arrondissement Compiègne. In de gemeente ligt spoorwegstation Estrées-Saint-Denis. Estrées-Saint-Denis telde op 1 januari 2022 3.660 inwoners.

## Geografie
De oppervlakte van Estrées-Saint-Denis bedroeg op 1 januari 2022 8,08 vierkante kilometer; de bevolkingsdichtheid was toen 453 inwoners per km².

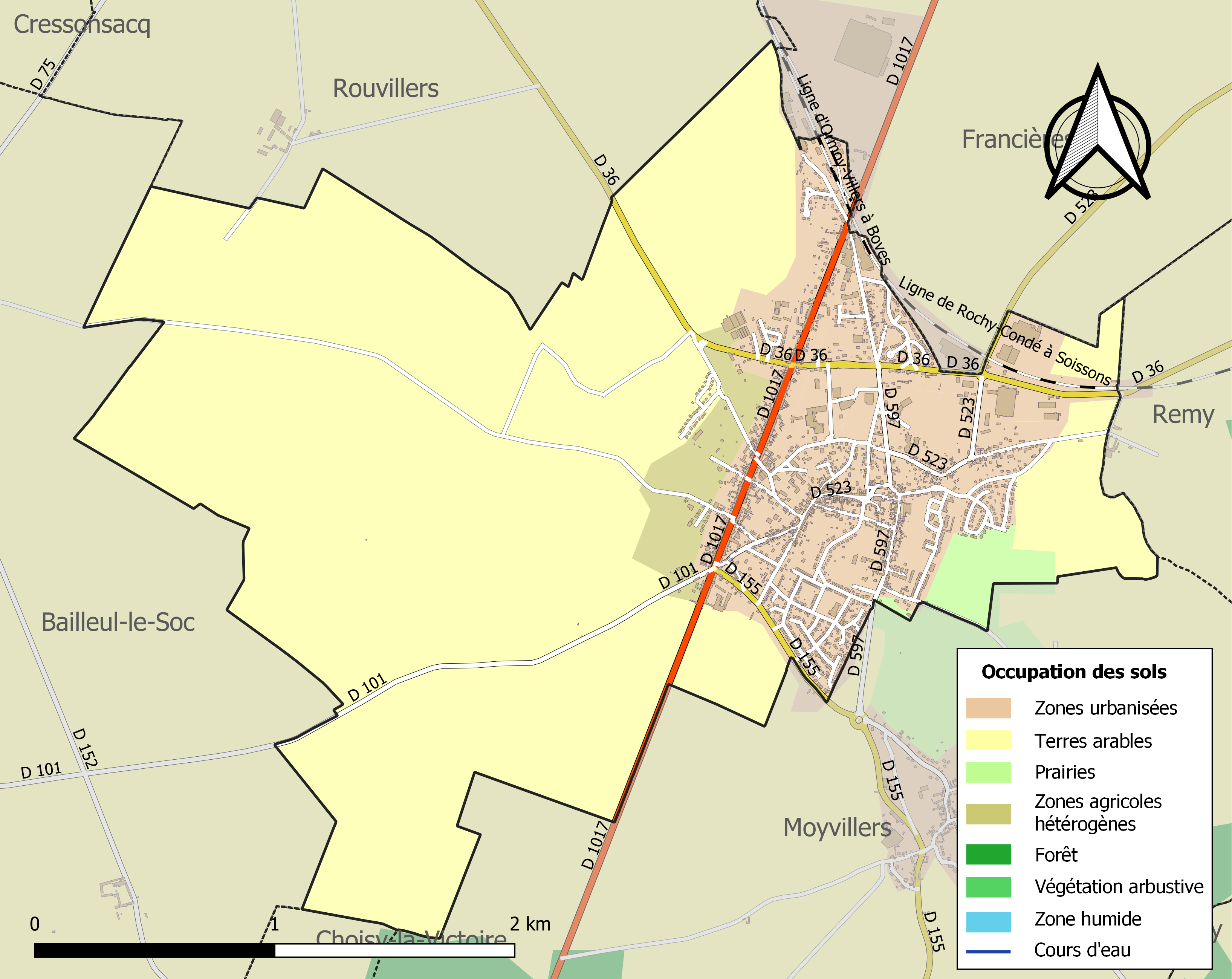
Kaart van de gemeente met belangrijkste infrastructuur, bodemgebruik en omliggende gemeenten

## Demografie
Onderstaande figuur toont het verloop van het inwonertal (bron: INSEE-tellingen).